# Marija I., kraljica Škotske
Marija I., škotska kraljica (8. prosinca 1542. – 8. veljače 1587.), odnosno Marija Stuart,  vladarica Škotske. Postala je škotskom vladaricom 14. prosinca 1542., a na odreknuće je prisiljena 24. srpnja 1567.
Vladanje Marije Stuart u Škotskoj proteže se kroz kraljevanje četvero vladara iz kuće Tudor u Engleskoj: Henrika VIII., Edvarda VI., Marije, zvane "krvava" i Elizabete (za čije je vladavine Marija ubijena u Engleskoj 1587).
Marija Stuart je bila u srodstvu s engleskom vladarskom kućom preko svoje bake, a koja je bila sestra Henrika VIII. Zbog toga je bila zakonski nasljednik engleske krune u slučaju Elizabetine smrti bez izravnih potomaka i kao takva vrlo opasna vladajućoj protestantskoj stranci u Engleskoj, koja nakon progona za vladanja "krvave" Marije Tudor nije željela ponovni dolazak monarha katolika na englesko prijestolje.

## Obitelj i krunidba
Kći je kralja Jakova V. i njegove žene, Marie de Guise. Majka je bila rodom Francuskinja, iz moćne i utjecajne vojvodske obitelji u srodstvu s kraljevskom kućom Valois. Kako joj je otac Jakov V. poslije bitke s Englezima održane 24. studenog 1542. pao u depresiju (po nekim izvorima doživio slom živaca) i dva tjedna kasnije (u 31. godini) umro, mala je Marija već kao beba s nepunih tjedan dana života postala škotska vladarica. Devet mjeseci kasnije (9. rujna 1543.) okrunjena je u dvorcu Stirling. O toj krunidbi pričala je cijela tadašnja Europa. Na glavu joj je stavljena kruna na koju su velikaši polagali ruke, zaklinjući joj se na vjernost. 

## Mladost u Francuskoj
Henrik VIII engleski želio je prisiliti Škote da udaju Mariju za njegovog sina, kraljevića Edwarda. Kako bi izbjegli taj neželjeni brak i Mariji omogućila mirno odrastanje, majka namjesnica je kćer poslala u Francusku gdje je Marija provela svoje djetinjstvo i mladenaštvo. Tamo je i prihvatila način pisanja prezimena (Stuart, a ne Stewart, kao u izvorniku) kojeg će zadržati i njezini potomci. S 15 godina se je udala za četrnaestogodišnjeg Franju, boležljivog francuskog kraljevića, 24. travnja 1558. u katedrali Notre-Dame. Kad je godinu dana kasnije 10. srpnja 1559. umro Franjin otac, francuski kralj Henrik II., postala je i francuska kraljica. 

## Povratak u Škotsku
Franjo II umire vrlo brzo 5. prosinca 1560. i Marija se vraća u Škotsku, gdje joj Škoti priređuju veličanstven doček. Udavala se još dva puta, prvi put za Henrika Stuarta, lorda Darnleya, drugi put za škotskog lorda Bothwella, protestanta. Njezino ustrajno osobno katoličanstvo u vremenu vjerskih previranja i prevlasti protestanata u Škotskoj, udaja za Bothwella i nejasne okolnosti Darnleyeve smrti izazvale su oružanu pobunu u Škotskoj, pred kojom se Marija sklonila u Englesku kod Elizabete I., engleske kraljice i druge kćeri Henrika VIII.
Između Marije i Elizabete oduvijek je postojalo suparništvo, iako se nikad nisu susrele. Elizabeta ju je zatočila u dvorcu na jezeru Leven.

## Zatočenje i smaknuće
1587. godine Marija je optužena za sudjelovanje u Babingtonskoj zavjeri koja je imala za cilj ubiti Elizabetu. Osuđena je na smrt i pogubljena odrubljivanjem glave nakon što je Elizabeta potpisala nalog za smaknuće. Nakon Elizabetine smrti engleskim kraljem postao je Marijin sin Jakov (tada je već vladao Škotskom kao Jakov VI), koji je zbog već spomenutih rodbinskih veza kuća Stuart i Tudor bio zakoniti nasljednik engleske krune (Elizabeta nije imala djece, članovi kuće Tudor bili su odavno mrtvi, a ostali Elizabetini rođaci i potencijalni pretendenti na prijestolje u samoj Engleskoj istrijebljeni su tijekom njezine duge vladavine). On je, kao Jakov I. prenio njezino mrtvo tijelo u Westminstersku opatiju u Londonu gdje i danas počiva nedaleko od groba Elizabete I. i ostalih ondje pokopanih engleskih velikana i vladara.

## Marija Stuart u umjetnosti i popularnoj kulturi
Uzbudljiv život i tragičan kraj Marije Stuart bio je čest predmet umjetničkih obrada kroz povijest. Jedno od najznačajnijih pisanih djela svakako je tragedija "Maria Stuart" njemačkog pjesnika Friedricha Schillera, koja je poslužila i kao podloga talijanskom skladatelju Gaetanu Dionizettiju za operu "Maria Stuarda".

### Filmovi
- Snimljen je niz filmova koji se bave tragičnim usudom Marije Stuart. Najpoznatija uprizorenja su iz 1936. godine Mary of Scotland s Katharine Hepburn i Fredricom Marchom u glavnim ulogama te iz 1971. godine Mary, Queen of Scots s Vanessom Redgrave u ulozi Marije i Nigelom Davenportom u ulozi njezinog trećeg muža, Jamesa Bothwella.
- Lik Marije Stuart je 2004. godine u trodjelnoj seriji "Barut, izdaja i zavjera" utjelovila mlada francuska glumica Clémence Poésy.
- Najavljeno je snimanje filma sa Scarlett Johansson u režiji Johna Currana.
- 2013. snimljena je prva sezona serije Reign prema životu Marije Stuart.
- 2018. snimljen je film "Mary Queen of Scots", sa Saoirse Ronan u ulozi Marije Stuart i Margot Robbie u ulozi kraljice Elizabete I.

### Strip
Glavni lik Alana Forda broj 362 i priče Broja 1 je upravo Marija Stuart.

### Serija
"Reign" (2013) s 4 sezone. Govori o Marijinom burnom životu punom spletki u kojoj Mariju Stuart tumači Adelaide Kane.